# Mfon Essien
Pour les articles homonymes, voir Essien.
Mfon Essien, de son véritable nom Mmekutmfon Essien, est une photographe américano-nigériane née en 1967  à Ikot Ekpene et morte le 14 février 2001 à New York.

## Biographie
Mmekutmfon Essien est née en 1967 à Ikot Ekpene, dans le sud du Nigeria. Sa famille émigre aux États-Unis, alors qu’elle a deux ans. Sa région natale est à cette époque plongée dans une guerre civile, la guerre du Biafra. Elle grandit à Baltimore. Mmekutmfon signifie « J’ai vu la bonté de Dieu », mais elle se fait appeler Mfon.
Elle étudie la littérature et l'art à l’Université d'État Morgan de Baltimore. Puis, au début des années 1990, elle s'installe à New York, où elle travaille comme photographe professionnelle,. Elle signe des reportages de mode pour des périodiques tels que Vibe (un magazine qui se consacre notamment à la culture urbaine, à la musique noire américaine, au hip-hop, et à la mode)  ou encore People (qui est centré sur les célébrités). Elle se lance en parallèle dans la création photographique artistique. Elle travaille en noir et blanc avec un appareil photo grand format. À partir de 1996, ses clichés  sont exposés dans une galerie new-yorkaise, Rush Arts, à Chelsea. 
En 1998, il lui est diagnostiqué un cancer du sein en phase terminale. Elle subit une mastectomie pour tenter d’enlever ce cancer,. Peu après, elle réalise une série photographique qu’elle intitule The Amazon’s New Clothes [Les Habits neufs de l’Amazone], en référence au conte d’Hans Christian Andersen, Les Habits neufs de l'empereur. Cette série est constituée de portraits d’elle, nue, une cicatrice marquant l’absence d’un sein, faisant figure d’amazone menant une guerre contre les canons de la beauté érigés par les hommes. Cette série est sélectionnée dans les œuvres présentées lors de la Biennale de Dakar de l’an 2000,,. Décidée à apprendre à vivre sans son sein gauche, elle explique à ce sujet : « Je me suis (photographiée) spécifiquement pour guérir immédiatement et pour surmonter le deuil. Je me suis dit 'tu n'as pas de sein et tu n'auras pas de chirurgie plastique de sitôt'. Alors reprends-toi et sens-toi sexy aujourd'hui »,.
Cette série est intégrée également dans une exposition collective prévue en 2001 au Brooklyn Museum, et intitulée Committed to the Image. Contempory Black Photographers.
Elle meurt de son cancer le 14 février 2001, à 34 ans. L’exposition du Brooklyn Museum ouvre le lendemain. Devenue une figure emblématique pour la diaspora africaine aux États-Unis, son nom est rappelé en 2017 dans le titre d’une anthologie des femmes photographes de cette communauté, Mfon : Women Photographers of the African Diaspora,.